# Homolice mapová
Homolice mapová (latinsky Conus geographus) je mořský plž z čeledi homolicovití (Conidae).

## Výskyt
Jedná se o běžný druh, který se vyskytuje v tropické oblasti Indo-Pacifiku, od Rudého moře až po Japonské ostrovy (souostroví Izu), včetně Indie, Austrálie a Filipín.

## Způsob života
Kořist (rybu) loví tak, že do vody v jejím okolí vypustí toxiny (jedy) – specifický inzulin, způsobující vyčerpání zásob krevního cukru (glukózy) kořisti. Ta upadne do hypoglykemického stavu (hypoglykemického šoku) a není schopna utéct.

## Jed
Jedu nejjedovatějších homolic trvá přibližně jednu až pět hodin, než usmrtí zdravého člověka. Lékařská péče je proto nevyhnutelná a pacient se k ní musí dostat rychle.
Na počáteční slabost, pocení a zrakové změny navazuje svalová paralýza, respirační selhání, kardiovaskulární kolaps a kóma.
Méně závažné otravy mají mírnější toxické účinky. Ty jsou rovněž proměnlivé a mohou zahrnovat necitlivost, parestézie a znecitlivění končetin.